# Núi Tambora
Tambora là một núi lửa dạng tầng trên đảo Sumbawa, Indonesia. Núi lửa này đã từng phun trào vào năm 1815. Đó là lần phun trào núi lửa mạnh nhất trong lịch sử hiện đại.
Việc xác định niên đại bằng radiocarbon đã xác định rằng núi Tambora đã phun trào ba lần trong thế Holocene trước khi phun trào năm 1815, nhưng chưa rõ mức độ của những vụ phun trào này. Ngày ước tính của họ là 3910 TCN ± 200 năm, 3050 TCN và 740 ± 150 năm. [22] Một caldera (hõm chảo) trước đó chứa đầy dòng dung nham bắt đầu từ 43.000 năm trước đây; hai vụ phun trào pyroclastic xảy ra sau đó và hình thành nên các bãi cát đen và đá nâu (Tuff), lần cuối cùng được đặt vào khoảng năm 3890 trước Công nguyên và 800 sau Công nguyên.

## Hậu quả

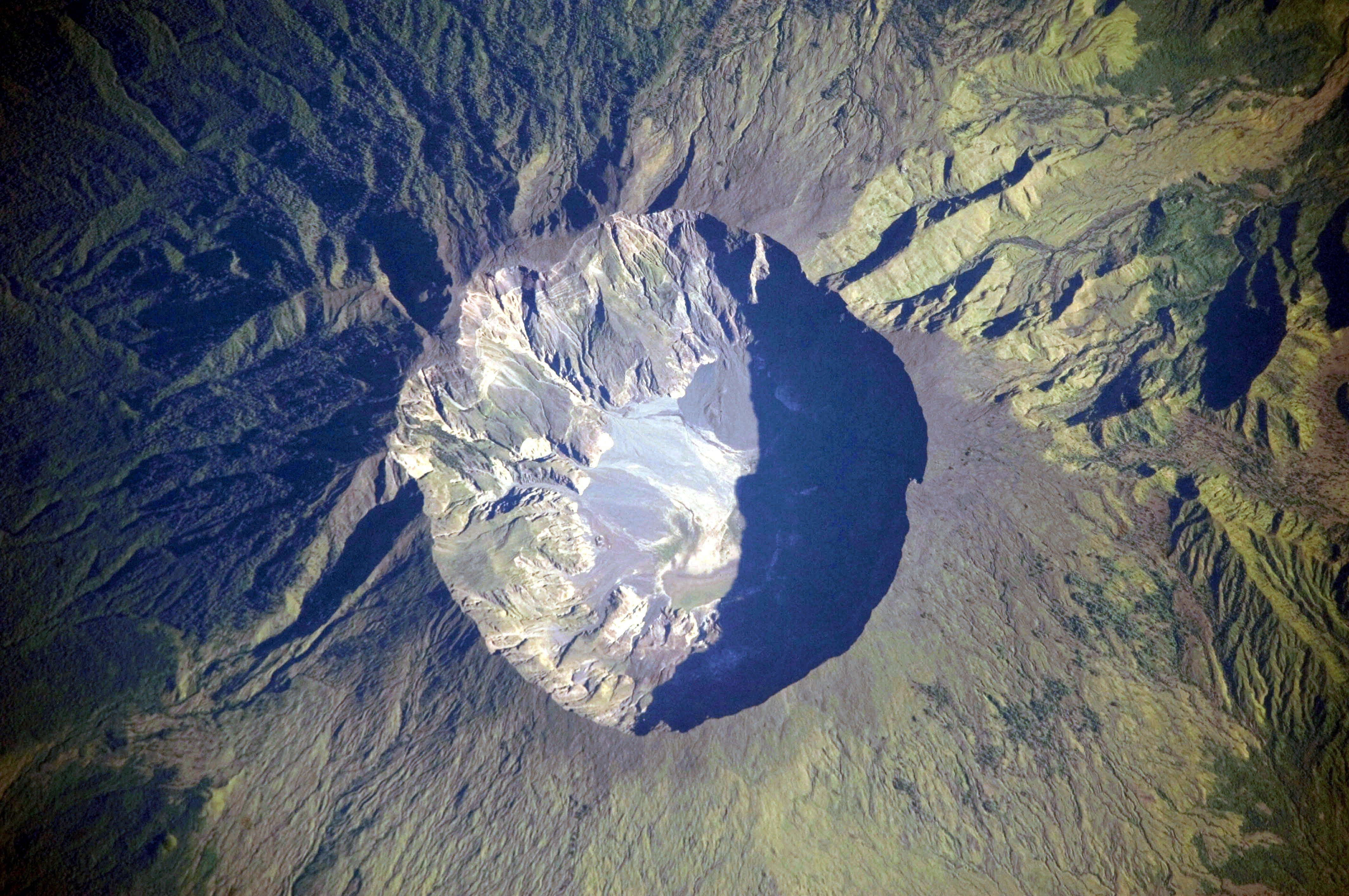
Ảnh từ trên không hõm chảo ở miệng núi

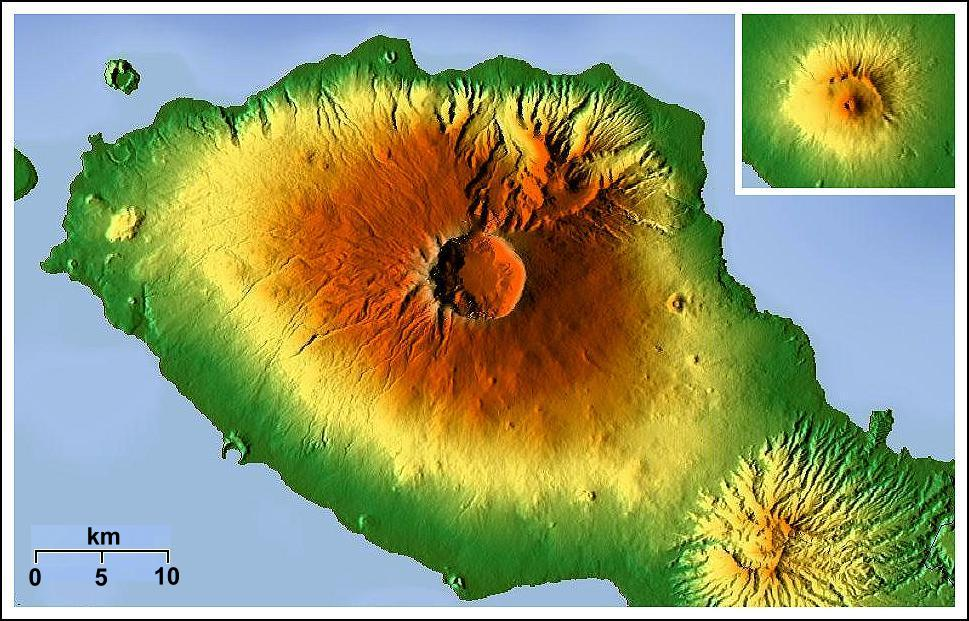
Miệng núi lửa Tambora trên bán đảo Sanggar. Phía trên bên phải là miệng núi lửa Vesuvius gần Naples để so sánh kích thước

Năm 1815, những dòng sông nham thạch nóng thoát ra khỏi miệng núi có độ cao khoảng 4.000 m, làm chết hơn 71 ngàn người, trong số đó chết ngay lập tức khoảng 10.000 người qua vụ phun trào. Núi lửa phun ra một lượng tro, bụi, nham thạch và khí có tổng thể tích vào khoảng 50 tỷ m khối. Một lượng khí sulphur dioxide (SO2) khổng lồ cũng bay vào khí quyển.
Đám mây bụi từ núi lửa Tambora khiến nhiệt độ toàn cầu giảm từ 0,4 tới 0,7 độ C. Năm 1816 sau đó được biết đến là "Năm không có mùa hè" , đặc biệt là nhiều khu vực ở châu Âu và Bắc Mỹ. Sương giá khiến mùa màng tại Canada và vùng New England của Mỹ thất bát. châu Âu cũng khốn đốn vì sự suy giảm nhiệt độ.
Hậu quả của núi lửa Tambora cũng để lại dấu ấn trong khoa học và nghệ thuật. Giới khoa học cho rằng đám mây bụi từ núi lửa Tambora là nguyên nhân dẫn đến sự ra đời của nhiều bức tranh tả cảnh hoàng hôn khá lạ lùng của Joseph Mallord William Turner (1775-1851), một danh họa nổi tiếng người Anh.
Tại châu Âu, giá yến mạch – được dùng làm thức ăn cho ngựa – tăng vọt khiến nhà phát minh người Đức Karl Drais tạo ra một dạng phương tiện giao thông không cần sức ngựa: xe đẩy chân. Đây được coi là "tổ tiên" của xe đạp.